# بوتن (ویرجینیای غربی)
بوتن (به انگلیسی: Booton) یک منطقهٔ مسکونی در ایالات متحده آمریکا است که در شهرستان وین، ویرجینیای غربی واقع شده‌است. بوتن ۱۸۲٫۸۸ متر بالاتر از سطح دریا واقع شده‌است.